# 莫逖拉尔·尼赫鲁
莫逖拉尔·尼赫鲁（英語：Motilal Nehru，1861年5月6日—1931年2月6日）为印度政治家，律师，早期印度独立运动积极分子，国大党领导人，印度最大的政治家族——尼赫鲁-甘地家族元老。其子贾瓦哈拉尔·尼赫鲁为印度独立后第一任总理，孙女英迪拉·甘地曾任印度总理。

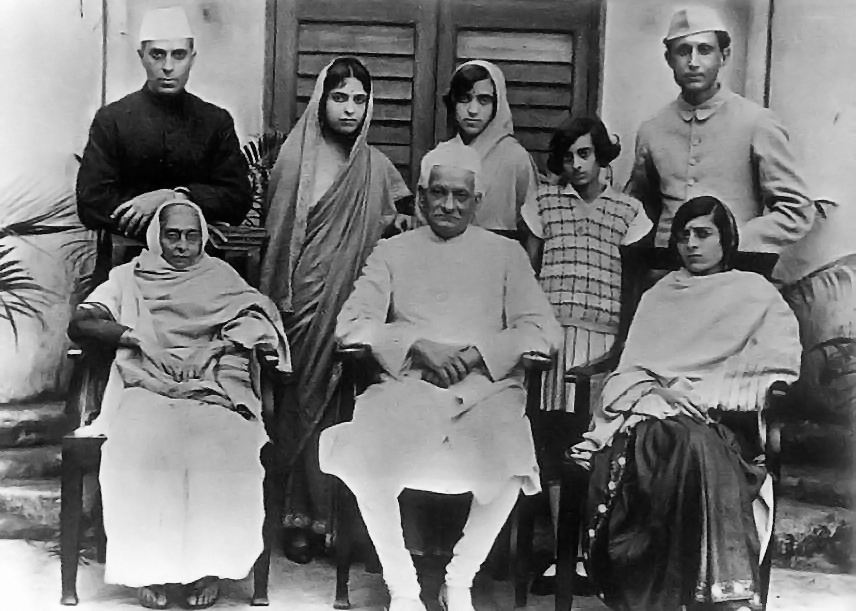
莫逖拉尔·尼赫鲁的全家福照（莫逖拉尔·尼赫鲁中坐者）

## 尼赫魯報告
1928年，尼赫魯出任尼赫魯委員會主席，以對抗沒有印度人參與的西蒙委員會. 尼赫魯報告，構想印度在大英帝國的自治領地位，一如澳大利亞、 紐西蘭與加拿大。國大黨起草該報告，但被尋求完全獨立的印度民族主義者拒絕。隨後，報告亦遭印度穆斯林菁英拒絕。穆罕默德·阿里·真納認為其多數決設計不利印度穆斯林。

## 作品列表
- The Voice of Freedom: selected speeches of Pandit Motilal Nehru. ed. Kavalam Madhava Panikkar, A. Pershad. Asia Pub. House, 1961
- Motilal Nehru: essays and reflections on his life and times, by Preet Chablani. S. Chand, 1961.
- Selected Works of Motilal Nehru (Volume 1–6), ed. Ravinder Kumar, D. N. Panigrahi. Vikas Pub., 1995. ISBN 0-7069-1885-1.